# NGC 4005
NGC 4005 este o liner situată în constelația Leul. A fost descoperită în 6 aprilie 1785 de către William Herschel. Se află la o distanță de 67,14 de megaparseci de Pământ.